# Cimetière du Calvaire
Pour les articles homonymes, voir Cimetière du Calvaire (homonymie).
Situé au sommet de la butte Montmartre, le cimetière du Calvaire, ou cimetière de Saint-Pierre-du-Calvaire, est avec celui de Charonne l'un des deux derniers cimetières parisiens jouxtant une église paroissiale.
Avec une superficie d'environ 600 m2, il est le plus petit de tous les cimetières parisiens.
85 tombes y sont répertoriées.

## Emplacement
Accolé au côté nord de l'église Saint-Pierre de Montmartre, le cimetière tient son nom du jardin qui le prolonge et où se trouve un calvaire. Sa surface, qui intègre le point culminant du sol naturel parisien (à 130,53 m d'altitude), est d'environ 600 m2, ce qui en fait le plus petit cimetière de la ville. Enclos de murs, il s'ouvre par une porte de bronze, œuvre de 1980 due au sculpteur italien Tommaso Gismondi (également auteur de celles de l'église voisine). Le site compte 85 tombes ; il n'est accessible au public que le 1er novembre (jour de la Toussaint).

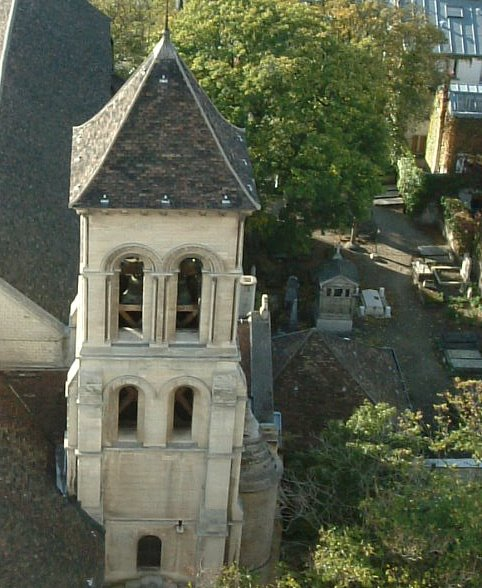
Église Saint-Pierre et cimetière du Calvaire.
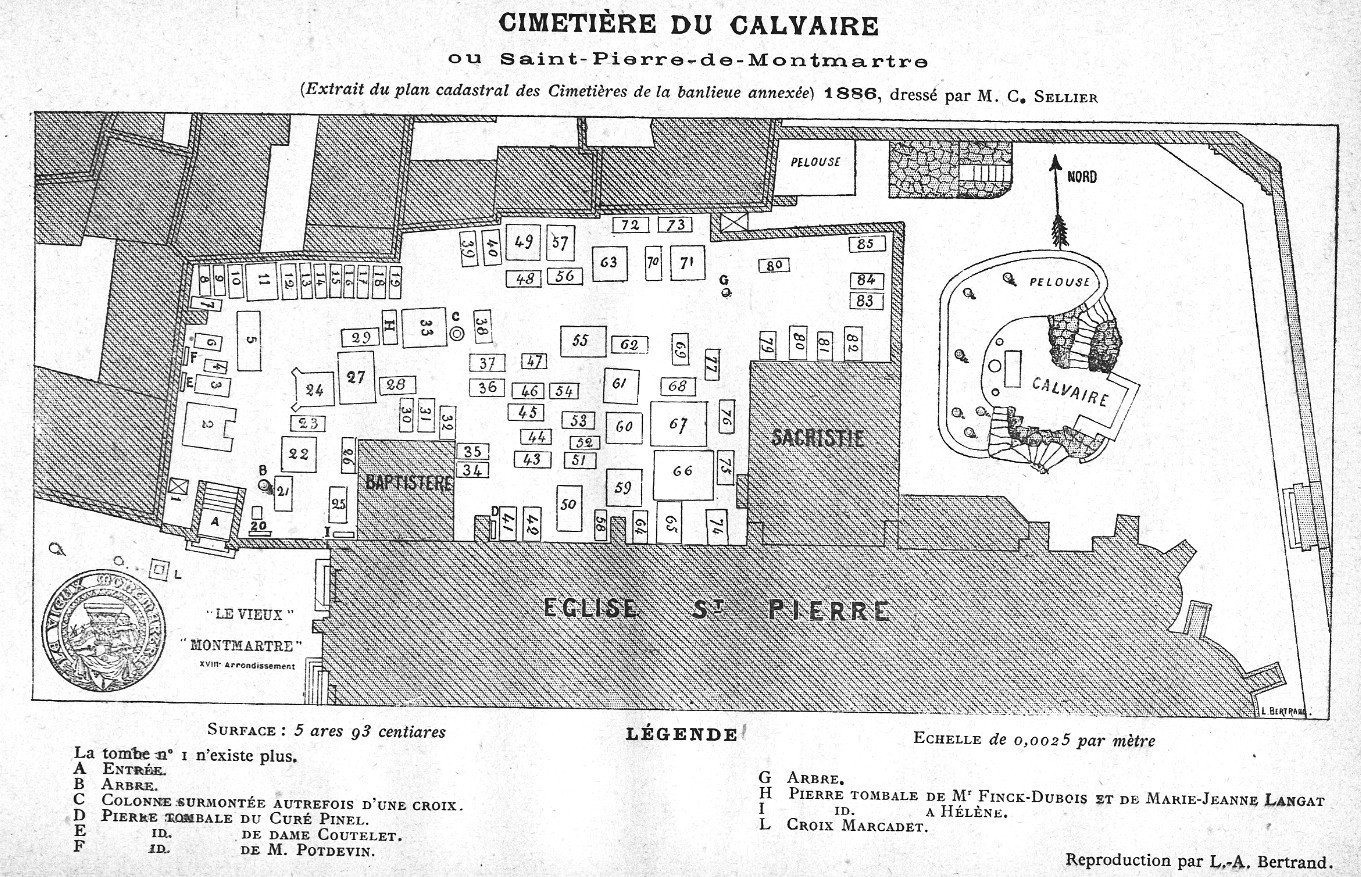
Plan du cimetière du Calvaire.

## Historique
Le cimetière, réputé le plus ancien de Paris, est officiellement créé en 1688 sur un terrain cédé par Marie-Anne d'Harcourt, abbesse bénédictine de Montmartre, à l'emplacement supposé d'une ancienne nécropole mérovingienne.
Agrandi en 1697, il est fermé lors de la Révolution car il faisait partie de l'ensemble monastique de l'abbaye royale de Montmartre (à la Révolution, les cimetières étaient considérés comme des biens du clergé) et fut totalement démantelé. Ainsi par la loi du 15 mai 1791[réf. nécessaire], ils furent considérés comme biens Nationaux et par l'effet de cette loi, le cimetière du Calvaire, qui était le cimetière paroissial de Montmartre, devint la propriété de la commune. Après la Révolution, il fut rouvert en 1801, et un nouveau lieu d'inhumation fut ouvert sous le nom de cimetière de la Barrière Blanche.
Une fois rouvert, le cimetière du Calvaire accueille alors les sépultures des habitants du quartier : principalement, des membres des familles nobles du « Montmartre d'en bas » (l'actuel 9e arrondissement) de retour d'émigration, mais aussi de quelques habitants du « Montmartre d'en haut » (la butte), dont des meuniers.
Une fosse commune réunit les restes des soldats tués à la prise de Paris par les coalisés, en mars 1814. En 1823, le cimetière ferme pour cause de saturation. Quelques concessions nouvelles sont encore accordées jusqu'en 1831, année de l'ouverture du cimetière Saint-Vincent par la commune de Montmartre. Depuis lors, les tombes, concédées à perpétuité, ne sont plus utilisées que pour l'enterrement des descendants des familles qui ont acquis les droits, la dernière inhumation étant en 2010, celle de Jean Varenne, de la famille Debray.

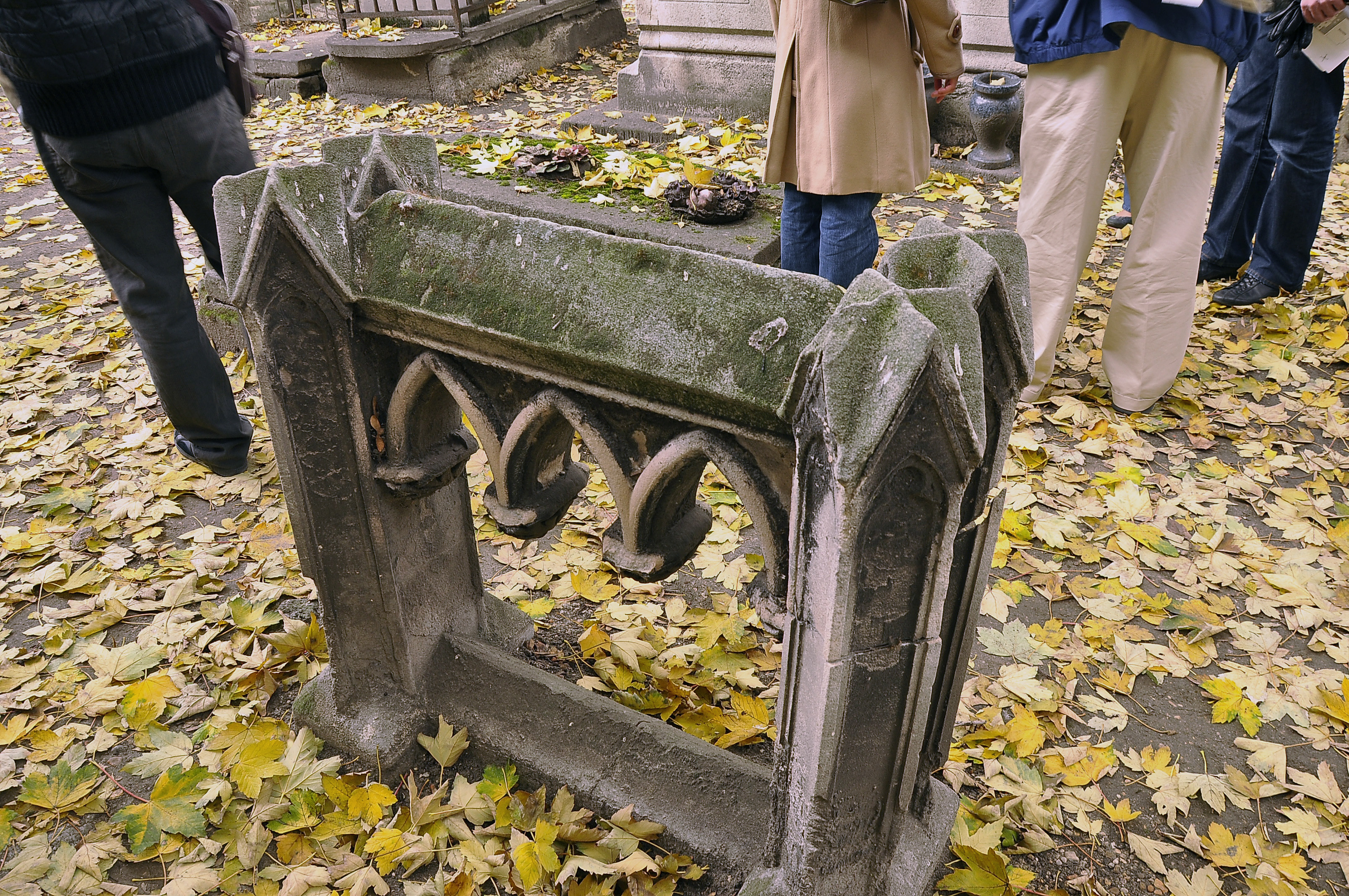
Fragment d'une tombe.

## Personnalités inhumées
Personnalités inhumées dans le cimetière du Calvaire,,.
| Nom                                                                           | Métier | Photo                   |
| ----------------------------------------------------------------------------- | --- | ----------------------- |
| Louis Pierre Nolasque de Balbes de Berton de Crillon (1742-1806)              | duc de Crillon et général, dont la famille a laissé son nom à l'hôtel de Crillon (place de la Concorde) |                         |
| Étienne-Alexandre Bernier (1762-1806)                                         | chef vendéen, puis négociateur du concordat de 1801 et évêque d'Orléans |                         |
| Louis-Antoine de Bougainville (1729-1811)                                     | amiral, explorateur et comte de l'Empire. La sépulture familiale abrite son cœur et celui de son fils, ainsi que la dépouille de sa femme |                         |
| Christophe Caires de Blazère (1752-1840)                                      | curé de Saint-Pierre de 1809 à 1822. Il obtint de Napoléon, de passage à Montmartre, le percement de l'actuelle rue Lepic |                         |
| Famille Debray                                                                | famille de meuniers de Montmartre. Nicolas-Charles Debray installa au pied du moulin Blutte-Fin une guinguette et un bal et baptisa l'ensemble « moulin de la galette ». La tombe familiale est surmontée d'un petit moulin rouge qui donna ensuite son nom à la guinguette devenue par la suite le cabaret Moulin-Rouge |                         |
| Félix Desportes (1763-1849)                                                   | premier maire de Montmartre, élu en 1790 à l'âge de 27 ans. Diplomate sous la Révolution, il fut baron et préfet sous l'Empire |                         |
| Mathieu Dumas (1753-1837)                                                     | général, ministre et comte de l'Empire |                         |
| La famille Duval d'Eprémesnil, descendants de Jean-Jacques Duval d'Eprémesnil | magistrat, député aux États généraux et à l’Assemblée constituante de 1789, guillotiné sous la Terreur |                         |
| Famille Feutrier                                                              | famille montmartroise, propriétaires du Château Rouge avant sa transformation en salle de bal |                         |
| Famille de Fitz-James                                                         | famille de la haute noblesse d'origine anglaise, dont Édouard de Fitz-James (1776-1838), qui réclama la condamnation à mort du maréchal Ney et fut député sous la monarchie de Juillet |                         |
| Princesse Galitzine, née Chipoff (morte en 1804 à 26 ans)                     | amie de mademoiselle Clairon |                         |
| Jacques Guibout (1760-1814)                                                   | négociant et passementier. Il fut l'un des quatre gardes nationaux qui sauvèrent la vie de Louis XVI le 20 juin 1792 aux Tuileries |                         |
| Alexandre Hersant-Destouches (1773-1826)                                      | préfet sous l’Empire et la Restauration, membre du conseil d’État |                         |
| Jeanne de La Bourdonnaye (morte en 1808)                                      | épouse d'un président au Conseil du roi |                         |
| Famille Lécuyer                                                               | famille de carriers de Montmartre |                         |
| Charles Jean de Maillé de La Tour-Landry (1771-1839)                          | comte de Maillé, ami de Charles X |                         |
| Famille Montesquiou-Fezensac                                                  | famille à laquelle appartenait d'Artagnan, et les Laborde, dont Alexandre de Laborde (1773-1842) et son fils Léon (1807-1869), archéologues et membres de l'Institut de France et Alexandre de Laborde (1853-1944), également archéologue                                                                                |                         |
| Jean-Baptiste Pigalle (1714-1785)                                             | sculpteur | Sa sépulture a disparu. |
| Anne-Louis Pinon de Saint-Georges (1720-1806)                                 | marquis de Saint-Georges, général, propriétaire du domaine de la Grange-Batelière |                         |
| Famille Portal                                                                | famille la plus représentée du cimetière, dont Antoine Portal (1742-1832), médecin et chirurgien de Louis XVIII et de Charles X, baron, fondateur de l'Académie de médecine en 1820 ; son épouse ; Pierre Portal (1743-1806), chanoine de l'église métropolitaine de Paris                                               |                         |
| Louis-Philippe de Rigaud de Vaudreuil (1724-1802)                             | amiral, député aux États généraux et à l’Assemblée constituante |                         |
| Joseph Hyacinthe François-de-Paule de Rigaud de Vaudreuil (1740-1817)         | gouverneur du Louvre, grand fauconnier et pair de France |                         |
| Charles Louis Philippe Alfred Joseph de Rigaud de Vaudreuil (1757-1846)       | pair de France |                         |
| Jean-Louis de Rigaud de Vaudreuil (1762-1816)                                 | général |                         |
| Marie-Anne Riquet de Caraman (1757-1846)                                      | vicomtesse de Sourches, de la famille de Pierre-Paul Riquet, créateur du canal du Midi |                         |
| Sophie Swetchine (1782-1857)                                                  | femme de lettres russe, et son époux Nicolas Swetchine (1758-1850), comte, général et gouverneur militaire de Saint-Pétersbourg |                         |
| François-Amable de Voisins (1734-1809)                                        | aumônier de Napoléon, nommé baron et évêque de Saint-Flour |                         |